# Korbikula asijská
Korbikula asijská (Corbicula fluminea) je druh sladkovodního mlže z čeledi Corbiculidae.

## Popis

Porovnání s korbikulou Corbicula fluminalis (vpravo): A. levá lastura (nahoře), B. pravá lastura (dole), 1. vrchol, 2. růstová žebra (přírůstkové linie), 3. tři hlavní zuby, 4. dva páry postranních zubů, 5. vtisk zadního svěracího svalu, 6. vtisk předního svěracího svalu, 7. plášťová linie (paliální linie)

Délka lastury: 35 mm. Korbikula asijská je v porovnání s korbikulou Corbicula fluminalis hruběji žebernatá.

## Biotop
Biotop: větší řeky.

## Rozšíření
- není uveden v červeném seznamu IUCN – nevyhodnocený (NE)[3]

Původem asijský druh. V mnoha oblastech jako invazní druh.
- Belgie – nepůvodní[4][5]
- Česko – nepůvodní v Čechách. Stupeň ohrožení v Česku je nevyhodnocený (NE).[6] V roce 2018 se rozšířila až na jižní Moravu.[7]
- Německo – Rýn, Mohan, Neckar, Labe[8]
- Nizozemsko – ano od roku 1988[9]
- Rusko
  - Sverdlovská oblast – ne[10]
- Slovensko – nepůvodní[11]
- Spojené státy americké – nepůvodní[12]
- Rusko, Thajsko, Filipíny, Austrálie, Čína, Tchaj-wan, Korea, Japonsko, některé části Afriky…